# うちのポチの言うことには
『うちのポチの言うことには』（うちのポチのいうことには）は、橘裕による日本の漫画作品。『LaLaDX』（白泉社）にて2009年3月号から2014年5月号まで連載された。単行本は花とゆめコミックスから全8巻。

## あらすじ
代々城主を勤めた名門・高月家には、『獣（＝戌）』の血を引くお庭番・戌井一族が傍近く仕えていた。それは現在も続いており、高月家の一人娘・花織は戌井家の三男・遥にボディガードをされている。初めて会った5年前に遥から友人になることを拒絶された花織は、以来遥のことを「ポチ」と呼ぶことにする。訳あって不自由な生活を強いられている花織だが、様々なことに興味を持ち、自由を得ようと日々奮闘している。しかしピンチに陥ることも多々あり、その度に冷静沈着で人並み外れた身体能力を持つ遥に助けられている。

## 登場人物
高月 花織（たかつき かおり）
代々城主を勤めた名門・高月家の一人娘。園芸部所属の高1。自身を代償にして生き物を癒す力を持つが、本人はそのことを知らない。それ故、高校に入学するまでは学校に通ったことがなく、不自由な生活を強いられていた。現在も制約の多い生活を送っている為、自由を得ようと日々奮闘している。箱入りで世間知らずだが、心優しい少女。遥に想いを寄せているが、素直になれない。
戌井 遥（いぬい はるか）
戌井家の三男で香織のボディガード。容姿端麗、頭脳明晰、身体能力抜群の高1。四兄弟の中でも特に『戌』としての身体能力が高かったため、花織のボディガードに選ばれた。性格は真面目で冷静沈着、ポーカーフェイスの持ち主だが、内に激しいものを秘めている。花織を何よりも大切に思っており、花織のピンチにはすばやく駆けつける。
戌井 新（いぬい あらた）
戌井家の次男花織達の通う高校の校医で園芸部の顧問でもある。したたかで人当たりが良く社交的なので、生徒からの人気も高い。
戌井 響（いぬい ひびき）
戌井家の四男。中3。「キョウ」という芸名を持つ人気俳優で変装が得意。花織に想いを寄せており、ボディガードの座を奪おうと遥に対抗心を燃やしている。
戌井 隼（いぬい はやと）
戌井家の長男。警察庁の管理職に就くエリート。冷静沈着な性格を持ち、容姿端麗だが愛想はない。四兄弟の中で『戌』としての身体能力は一番優れていながら、花織のボディガードを務めることを拒む。外見や雰囲気が遥に似ている。
園田 陽菜（そのだ ひな）
花織の同級生で親友。通称園ちゃん。サバサバした性格の持ち主で面倒見が良い。園芸部に所属していることもあり、新と仲が良い。花織を庇って怪我をしたことを機に花織の事情を知ることとなる。

## 書誌情報
- 橘裕 『うちのポチの言うことには』 白泉社〈花とゆめコミックス〉、全8巻
  1. 2010年1月4日発売、ISBN 978-4-592-18504-8
  2. 2010年7月5日発売、ISBN 978-4-592-18505-5
  3. 2011年2月4日発売、ISBN 978-4-592-19353-1
  4. 2011年11月4日発売、ISBN 978-4-592-19354-8
  5. 2012年7月5日発売、ISBN 978-4-592-19355-5
  6. 2013年4月5日発売、ISBN 978-4-592-19356-2
  7. 2013年11月5日発売、ISBN 978-4-592-19357-9
  8. 2014年8月5日発売、ISBN 978-4-592-19358-6